# Lambda del Serpentari
Lambda del Serpentari (λ Ophiuchi) és un sistema estel·lar triple en la constel·lació del Serpentari de magnitud aparent +3,82. El component principal s'anomena Marfik (que també és el nom tradicional del sistema); el seu nom prové de l'àrab Al-Mirfaq i significa «el colze», referint-se al colze del Serpentari. Marsik, un altre nom utilitzat per a aquest estel, serveix també per designar a κ Herculis A i κ Herculis B.
El període orbital del sistema és de 129 anys i a l'ésser la seva òrbita excèntrica la separació entre els dos components varia entre 18 i 68 UA. La mínima separació va tenir lloc l'any 1939, mentre que l'any 2004la separació era màxima. Un tercer estel de magnitud 11, visualment a 2 minuts d'arc, comparteix el moviment de Marfik a través de l'espai. Tan allunyat que no s'ha detectat moviment orbital —la seva distància respecte al parell interior és d'almenys 6100 UA—, ha de emprar 185.000 anys o més a completar una òrbita. Des d'aquest estel —una nan taronja de tipus aproximat K6—, els dos estels blancs es veurien separats una mitjana de 0,5º, sent la seva lluentor conjunta equivalent al de dues llunes plenes.